# Tùy Tuấn Ba
Tùy Tuấn Ba (sinh ngày 25 tháng 11 năm 1979), tại Trường Xuân, Cát Lâm, là một nữ diễn viên người Trung Quốc. Từ 1992 đến 1998, cô theo học vũ đạo tại trường đại học dân tộc trung ương. Từ 1999 đến 2003, cô theo học hệ biểu diễn tại Học viện Hý kịch Trung ương. Năn 2003, cô ký hợp đồng với công ty Nguyên Bảo Bắc Kinh 

## Sự nghiệp
- Năm 1992, Tùy Tuấn Ba tiến vào viện vũ đạo thuộc Đại học dân tộc Trung ương học tập. Đến 1998, cô tốt nghiệp.
- Năm 1999, cô thi đỗ vào khoa biểu diễn của Học viện Hý kịch Trung ương [2].
- Năm 2003, sau khi tốt nghiệp, cô ký hợp đồng với công ty Nguyên Bảo Bắc Kinh, chính thức bước vào làng giải trí.
- Năm 2007, cô tham gia diễn xuất vai Quan Tịnh Nhàn - một Đảng viên Cộng sản hoạt động ngầm trong bộ phim Màn đêm ở Cáp Nhĩ Tân của đạo diễn Triệu Bảo Cương cùng với Lục Nghị (diễn viên), Lý Tiểu Nhiễm, Châu Kiệt.
- Năm 2011, cùng với Tôn Hồng Lôi, Huỳnh Lỗi, Uông Tuấn, Vương Lạc Đan tham gia bộ phim Nam nhân bang.
- Năm 2013, cô kết hôn. Đến 16 tháng 4 năm 2014, cô đã sinh hạ con gái đầu lòng.
- Năm 2016, cô đóng vai Cao Tâm Nhã - một "Bạch phú mỹ" từ nước ngoài trở về với bề ngoài cao nhã hào phóng, tính cách cẩn thận nhưng cũng có lòng tự trọng cao trong bộ phim "Khuê mật giá đáo".

## Tác phẩm
| Năm  | Thể loại    | Tên phim                          | Vai diễn        | Ghi chú   |
| ---- | ----------- | --------------------------------- | --------------- | --------- |
| 2002 | Truyền hình | Giang sơn                         | Cổ Tiểu Tuyền   |           |
| 2002 | Truyền hình | Vấn tình                          | Đường Như Thi   |           |
| 2002 | Điện ảnh    | Bạn trai mất ký ức của tôi        | Lý Linh         |           |
| 2003 | Truyền hình | Lặng yên đi vào thế giới của bạn  | Cát Mỹ Mỹ       |           |
| 2003 | Truyền hình | Nhật ký y sĩ trưởng               | Tô Á            |           |
| 2003 | Truyền hình | Tinh không thành thị              | Tang Hồng       |           |
| 2003 | Điện ảnh    | Nguyền rủa                        | Tiểu Mỹ         |           |
| 2004 | Truyền hình | Cực độ nguy cơ                    | Lý Mẫn          |           |
| 2004 | Truyền hình | Xuất phát tới thiên đường         | Hạ Thụ          |           |
| 2005 | Truyền hình | Tịch mịch anh hùng                | Tạ Minh         |           |
| 2005 | Truyền hình | Lãnh vũ                           | Hà Văn Tuệ      |           |
| 2005 | Truyền hình | Cấp ngã nhất chi yên              | Tiểu ngọc       |           |
| 2006 | Truyền hình | Tương ngộ                         |                 |           |
| 2006 | Truyền hình | Điệp chiến cổ sơn đường           | Yến Lâm Phong   |           |
| 2006 | Truyền hình | Cầu ái tiếu giai nhân             | Hàn Hân Linh    |           |
| 2007 | Truyền hình | Mỹ lệ bối hậu                     | Trương Mạn      |           |
| 2007 | Truyền hình | Một lần nữa                       | Phi Phi         |           |
| 2008 | Truyền hình | Nhà có bố mẹ chồng                | Nguyên Dã       |           |
| 2008 | Truyền hình | Màn đêm ở Cáp Nhĩ Tân             | Quan Tịnh Nhàn  |           |
| 2008 | Truyền hình | Ta mỹ nữ lão bản                  | Hà Nhã          |           |
| 2009 | Truyền hình | Tội ái                            | Trâu Thông      |           |
| 2009 | Truyền hình | Hạ Nam Dương                      | Chu Cẩn         |           |
| 2009 | Truyền hình | Nói dối ái nhân                   | Khách mời       |           |
| 2010 | Truyền hình | Lời hứa                           | Tiêu Á          |           |
| 2010 | Truyền hình | Tân vĩnh không nhắm mắt           | Trịnh Văn Yến   |           |
| 2011 | Truyền hình | Nam nhân bang                     | Amy             |           |
| 2011 | Truyền hình | Thiên nhai xích tử tâm            | La Mỹ Phương    |           |
| 2011 | Truyền hình | Nhạc duyên đường phong vân        | Đinh Thu Bình   |           |
| 2012 | Truyền hình | Tiểu phu thê thời đại             | Diệp Oánh       |           |
| 2012 | Truyền hình | Vận động phì hiệp                 | Dương Hồng Tú   |           |
| 2012 | Truyền hình | Mộng hồi đường triều              | Tiêu Thục Phi   |           |
| 2012 | Truyền hình | Lão Nghiêm có nữ không lo gả      | Nghiêm Tiểu Xán |           |
| 2013 | Truyền hình | Điệp huyết cô đảo                 | Hồng Diệp       |           |
| 2013 | Truyền hình | Hôn nhân của lão mễ gia           | Điền Tuyết      | Khách mời |
| 2014 | Truyền hình | Tan tầm nắm chặt thời gian để yêu | Mễ Ân           |           |
| 2015 | Truyền hình | Tô Tam                            | Tô Tam          | 2010 quay |
| 2016 | Truyền hình | Khuê mật giá đáo                  | Cao Tâm Nhã     |           |
| 2017 | Truyền hình | Bán bộ chi dao                    | Lục Thiên Vũ    |           |
|      | Truyền hình | Chịu đựng!Lý Ba La                | Triệu Mặc       |           |
|      | Truyền hình | Ám nhận                           |                 |           |
|      | Truyền hình | Lão Tự hiệu truyền kỳ             |                 |           |
|      | Truyền hình | Hỏa Thần                          |                 |           |